# NLE1
NLE1‏ (Notchless homolog 1) هوَ بروتين يُشَفر بواسطة جين NLE1 في الإنسان.